# Woodsia scopulina
Woodsia scopulina é uma planta perene da família das samambaia (Dryopteridaceae). Esta planta é nativa do oeste e do norte dos Estados Unidos e Canadá. W. scopulina é uma pequena samambaia de 10-20 centímetros de altas, que cresce para secar fendas de rochas.